# Демокед
Демокед — один з перших відомих давньогрецьких лікарів, який жив у середині V — на початку IV століття до н. е.

## Життєпис
Інформація про нього є в «Історії» Геродота. Народився у місті Кротоне, що у Південній Італії, в родині знатного громадянина Калліфона. З дитинства вичав медичну науку. З якогось приводу посварився з батьком й переїхав на острів Егіну. За один рік як приватний лікар Демокед здобув високий авторитет. Наступного року його найняли як громадського лікаря з платнею в 1 талант. Наступного року він вже обіймав посаду громадського лікаря Афін з платнею в 1,6 талантів. Потім Демокеда найняв тиран острова Самос Полікрат за 2 таланти. При його дворі кротонський лікар перебував до 522 року до н. е., коли Полікрата було підступно захоплено сатрапом Лідії Оройтом. Після цього Самос було захоплено, а Демокед став рабом. До 518 року він жив при сатрапі Оройті. Після страти Оройта за наказом перського царя Дарія I Демокеда разом з іншими рабами Оройта перевезли до Суз — столиці імперії.
Деякий час Демомед тут жив у невідомості. Але нещасний випадок з царем Дарієм допоміг кротонцю проявити свої лікарські здібності. Демокед зміг вилікувати царя, потім лікував царицю Атоссу. У підсумку став співтрапезником Дарія I. Але Демокед не міг залишати царський палац та Сузи.
Врешті-решт Демокеду під час плавання перського флоту вдалося втекти до Тарента, звідти він повернувся до Кротону. Тут Демокед одружився з донькою Мілона Кротонського. Про подальшу долю його згадок немає.
Діяльність Демокеда сприяла піднесенню авторитета Кротонської медичної школи, її значимість визнали як у Греції, та й у Перській державі.